# Mappa Selenographica
Die Mappa Selenographica ist ein Atlas der erdzugewandten Seite des Erdmondes. Er wurde von Wilhelm Beer und Johann Heinrich von Mädler im Jahre 1834 herausgegeben. Er gehörte zu den besten seiner Zeit. Er enthielt Beschreibungen der Mondformationen wie Maria, Bergrillen oder die Strahlensysteme des Kraters Tycho.

## Kartenschnitt
|  |  |
|  |  |